# Renato de Sorrento
Renato de Sorrento (f. 6 de octubre de 450), fue obispo de Sorrento del 424 al  450;  es venerado como santo por la Iglesia Católica.

## Hagiografía
Renato se considera el primer obispo de la diócesis de Sorrento; lo más probable es que fuera uno de los ermitaños que vivieron en las colinas de Sorrento en los primeros días del cristianismo.
La primera catedral, donde descansaban las reliquias del santo, fue la ermita de Renato confiada a los padres benedictinos de Abadía de Montecassino. Posteriormente, las reliquias fueron transportadas a la Catedral de los Santos Felipe y Santiago, donde aún se encuentran hoy.
El culto estuvo una vez bastante extendido en Campania. En Vico Equense, en el caserío de Moiano se encuentra la única iglesia del mundo dedicada a él.
En las representaciones aparece anciano, sin pelo ni barba y a menudo se lo representa con otros obispos de la ciudad.
Los conquistadores angioini en Campania se enteraron de la devoción del santo local, Renato de Sorrento y lo asociaron con su santo homónimo, Renato de Angers. Dado que los dos santos parecían ser contemporáneos y compartían una apariencia similar (un anciano calvo, con una larga barba), se formó un solo culto, explicado por la leyenda del obispo de Angers que llegó anciano a Sorrento y  se convirtió en el nuevo obispo de la ciudad de Campania.